# Adam Petrouš
Adam Petrouš, né le 19 septembre 1977 à Prague en Tchéquie, est un ancien footballeur international tchèque.